# Chopardiana zebrina
Chopardiana zebrina là một loài bướm đêm trong họ Noctuidae.